# Mousse
Mousse (tiếng Pháp nghĩa là 'bọt' /ˈmuːs/) là thực phẩm chế biến có cấu trúc với nhiều bọt khí kết hợp cho món mousse cấu trúc nhẹ, mịn, xốp. Mousse có thể thanh mịn hoặc béo đặc, tuỳ kỹ thuật chế biến. Mousse có thể là món mặn hoặc món ngọt. Mousses tráng miệng tiêu biểu thường làm với lòng trắng trứng đánh hoặc kem bông tuyết với hương vị chocolate hoặc trái cây nghiền nhuyễn. Mousse mặn có thể làm từ trứng luộc kỹ, cá hoặc gan.

## Hình ảnh

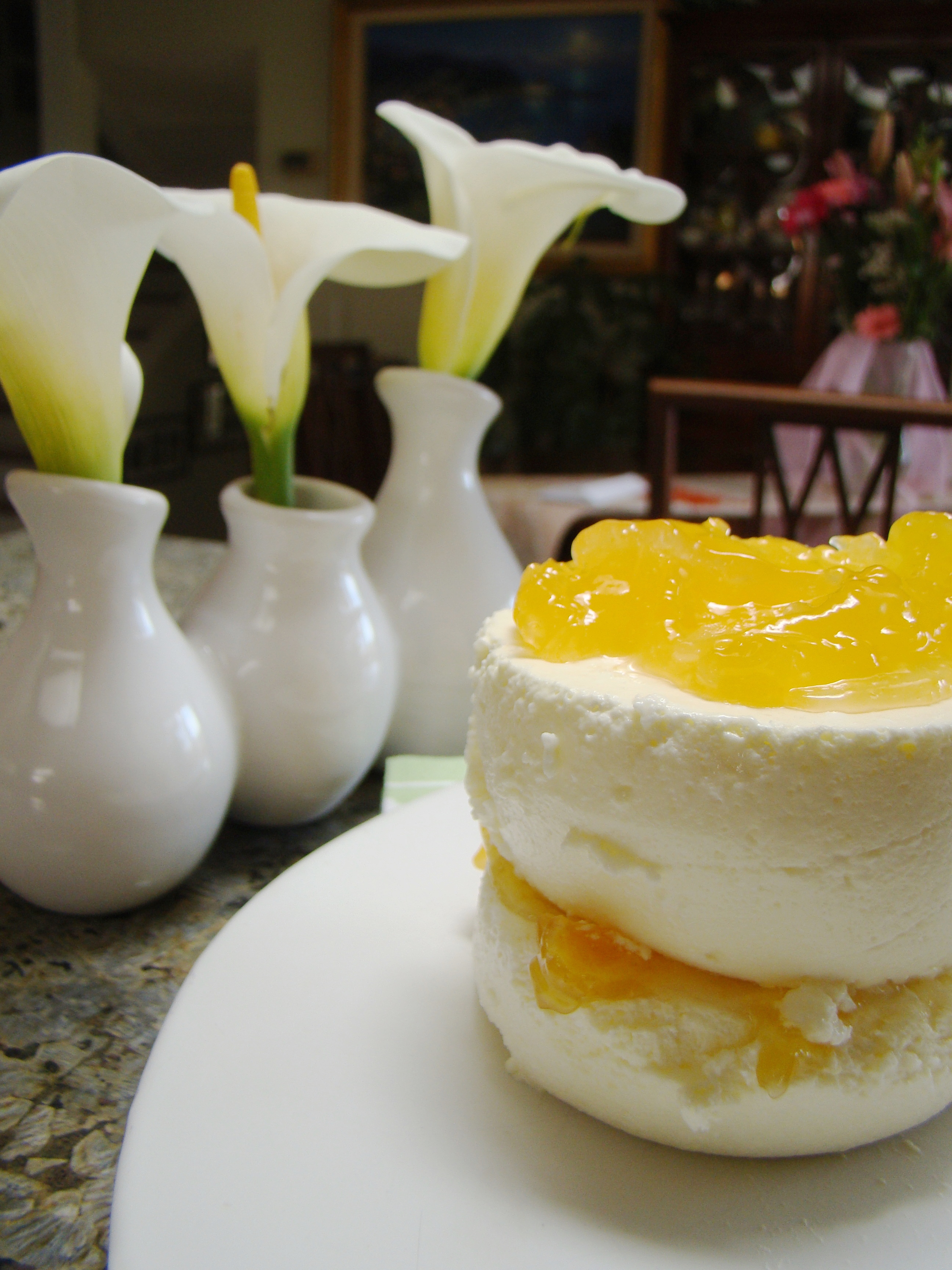
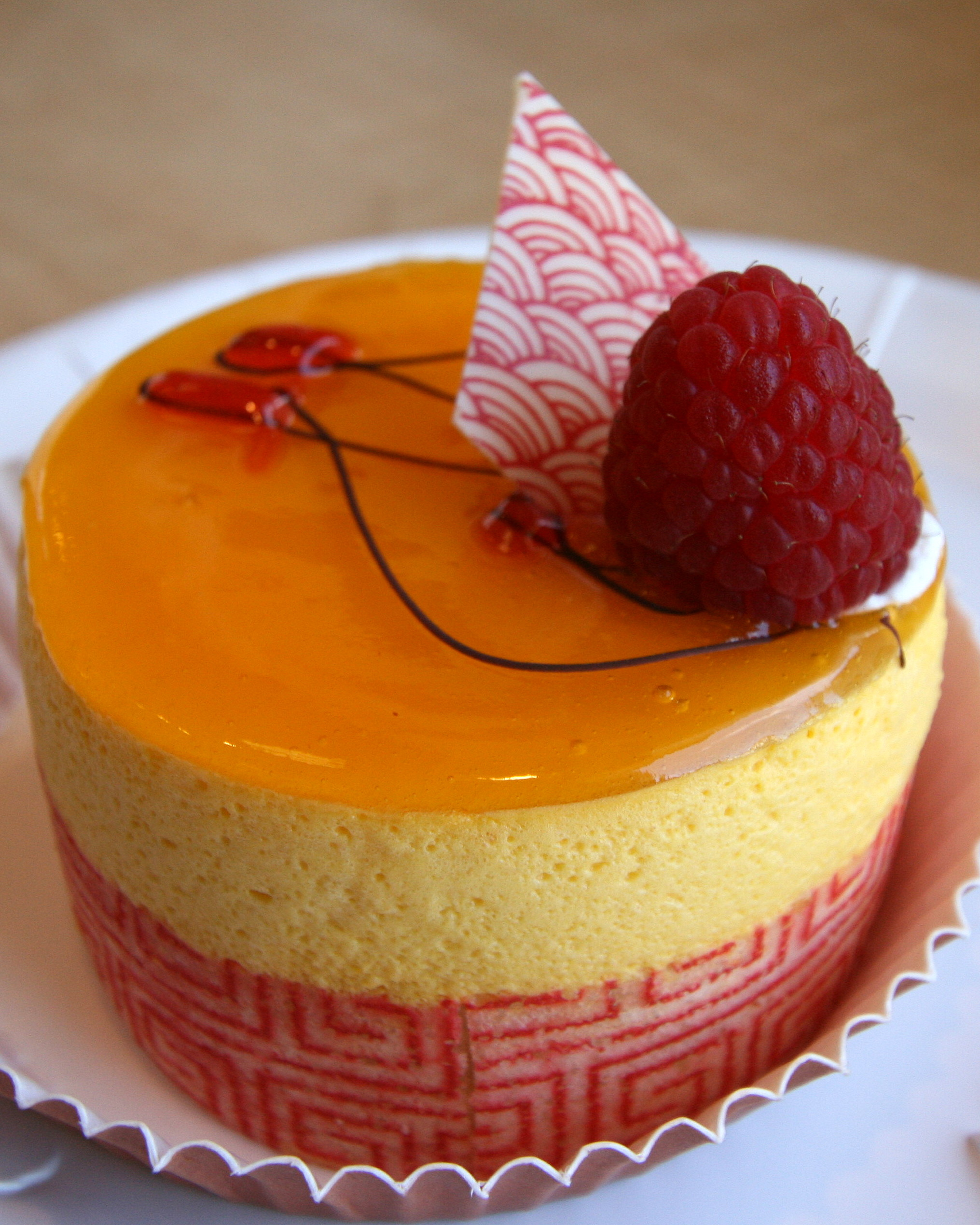
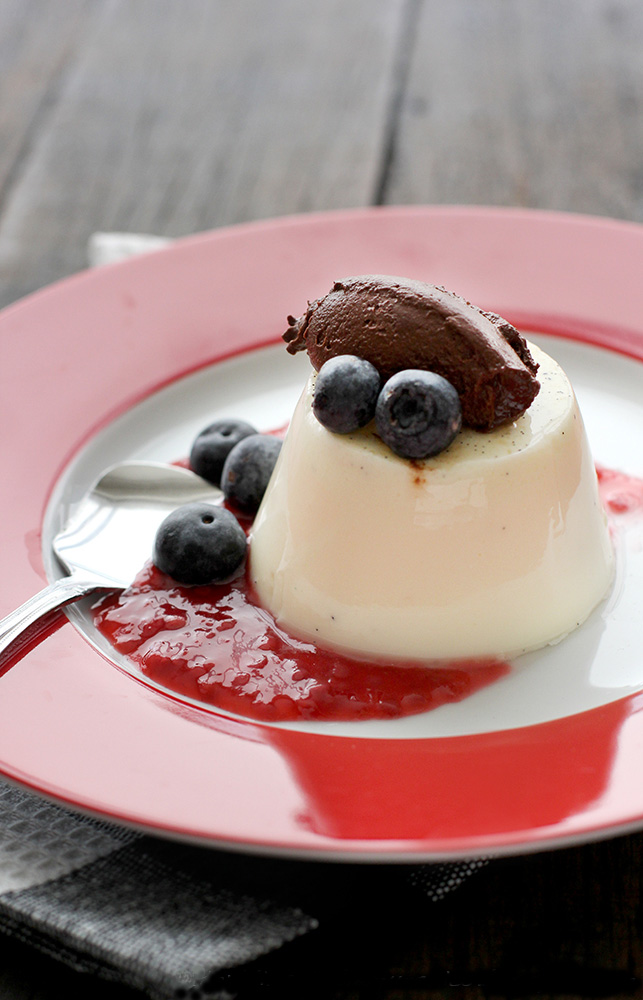
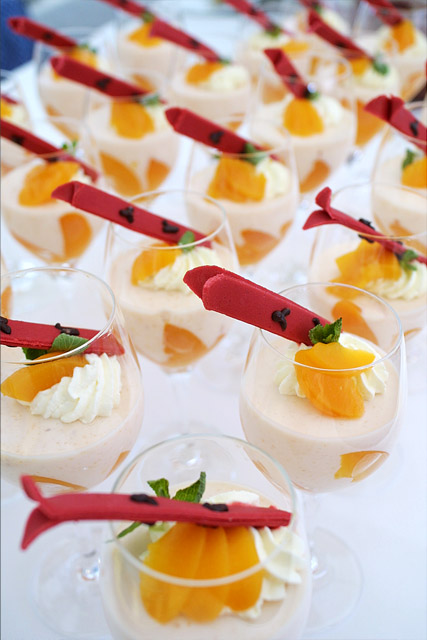
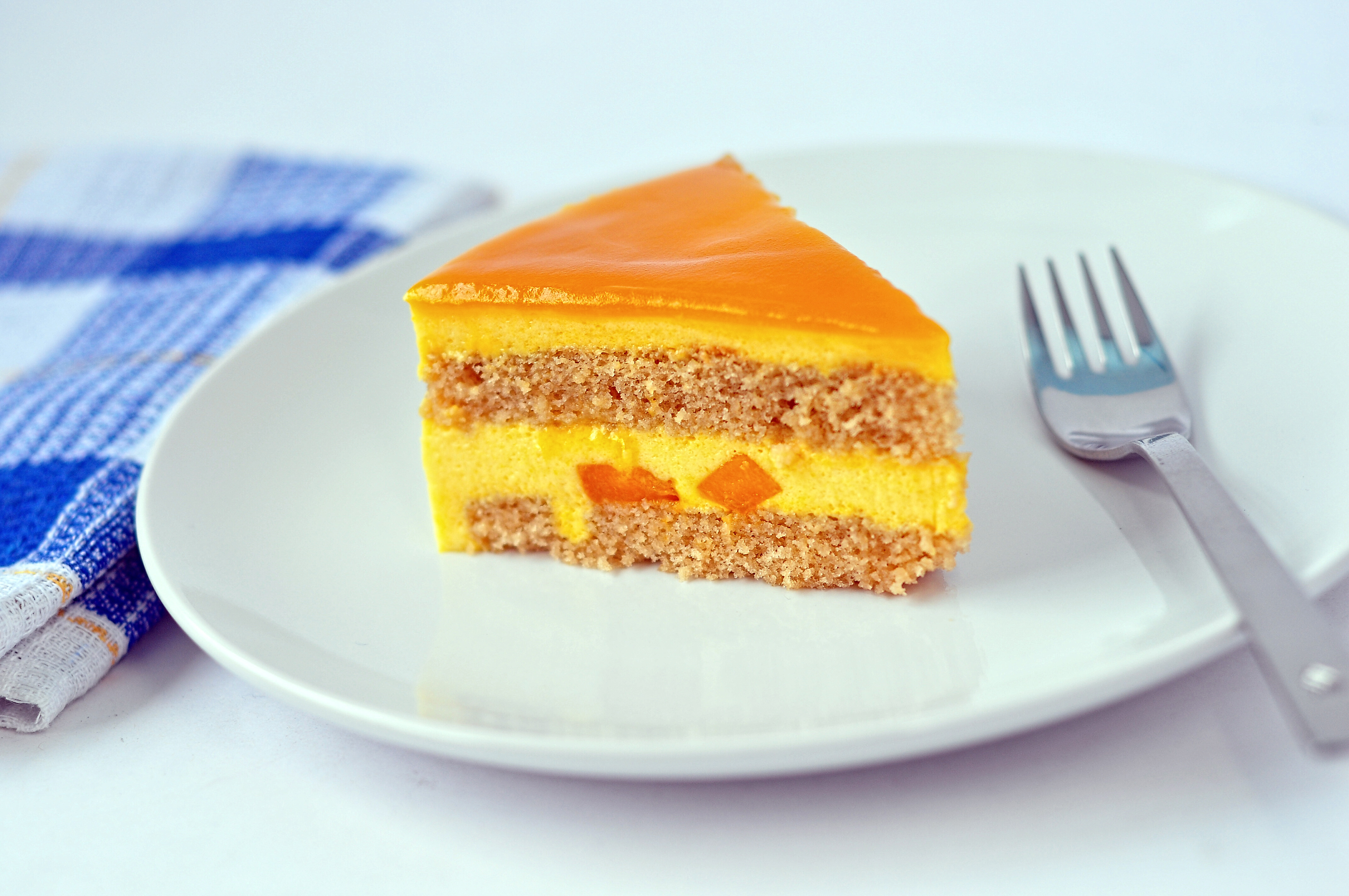
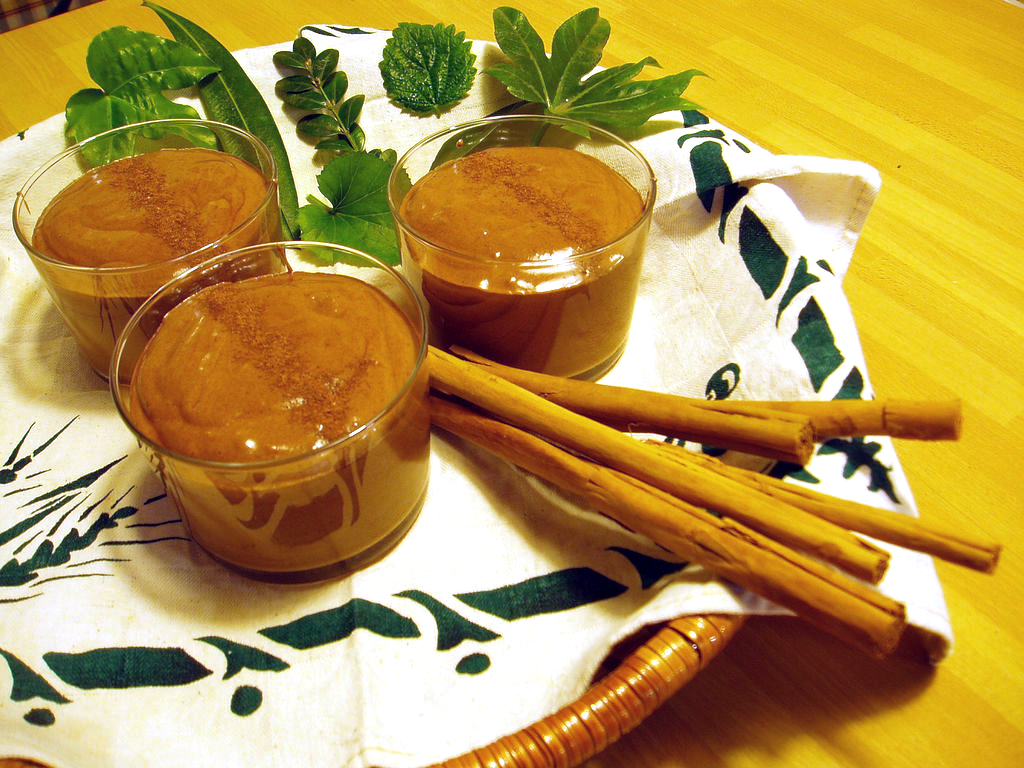
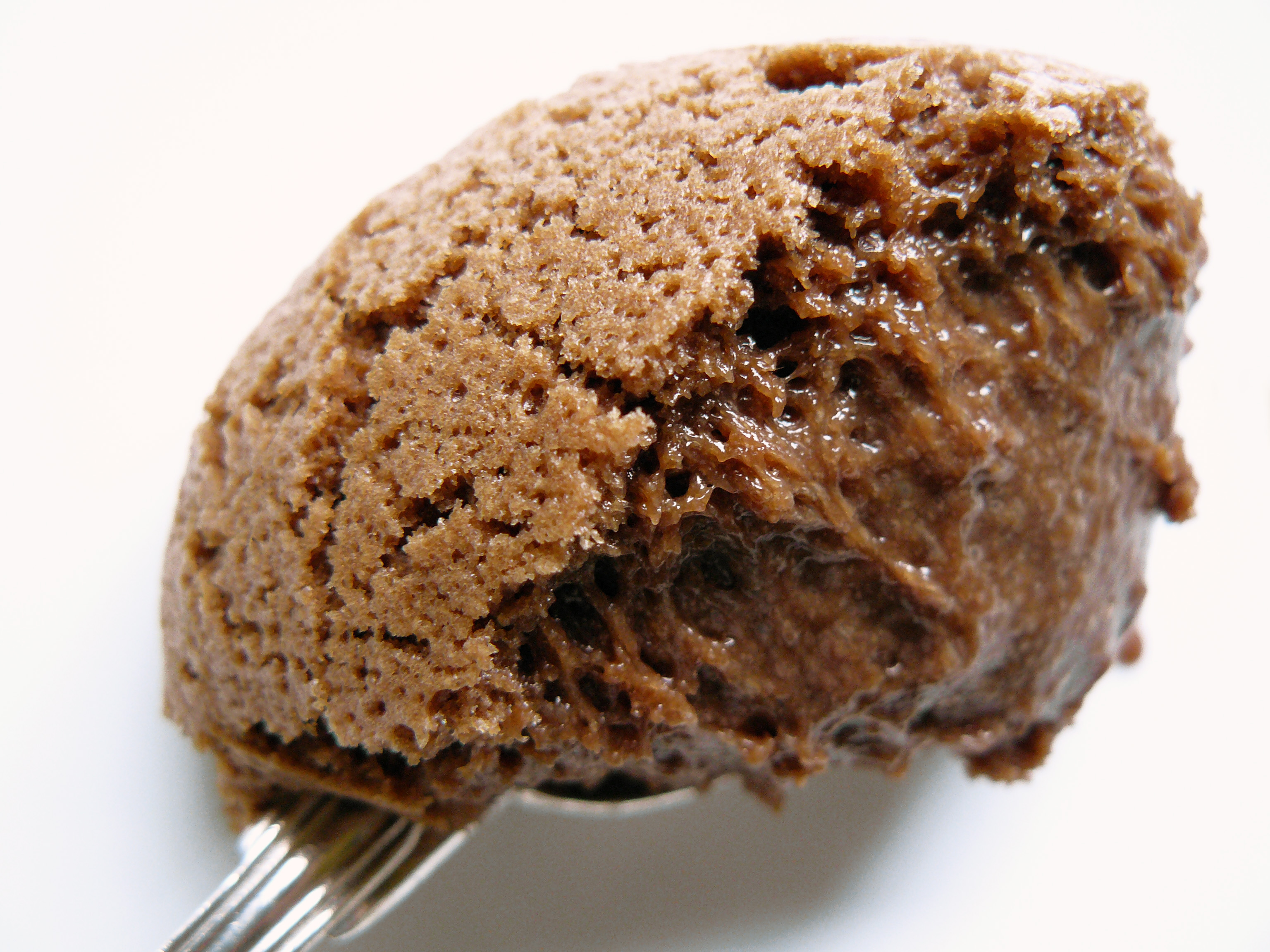
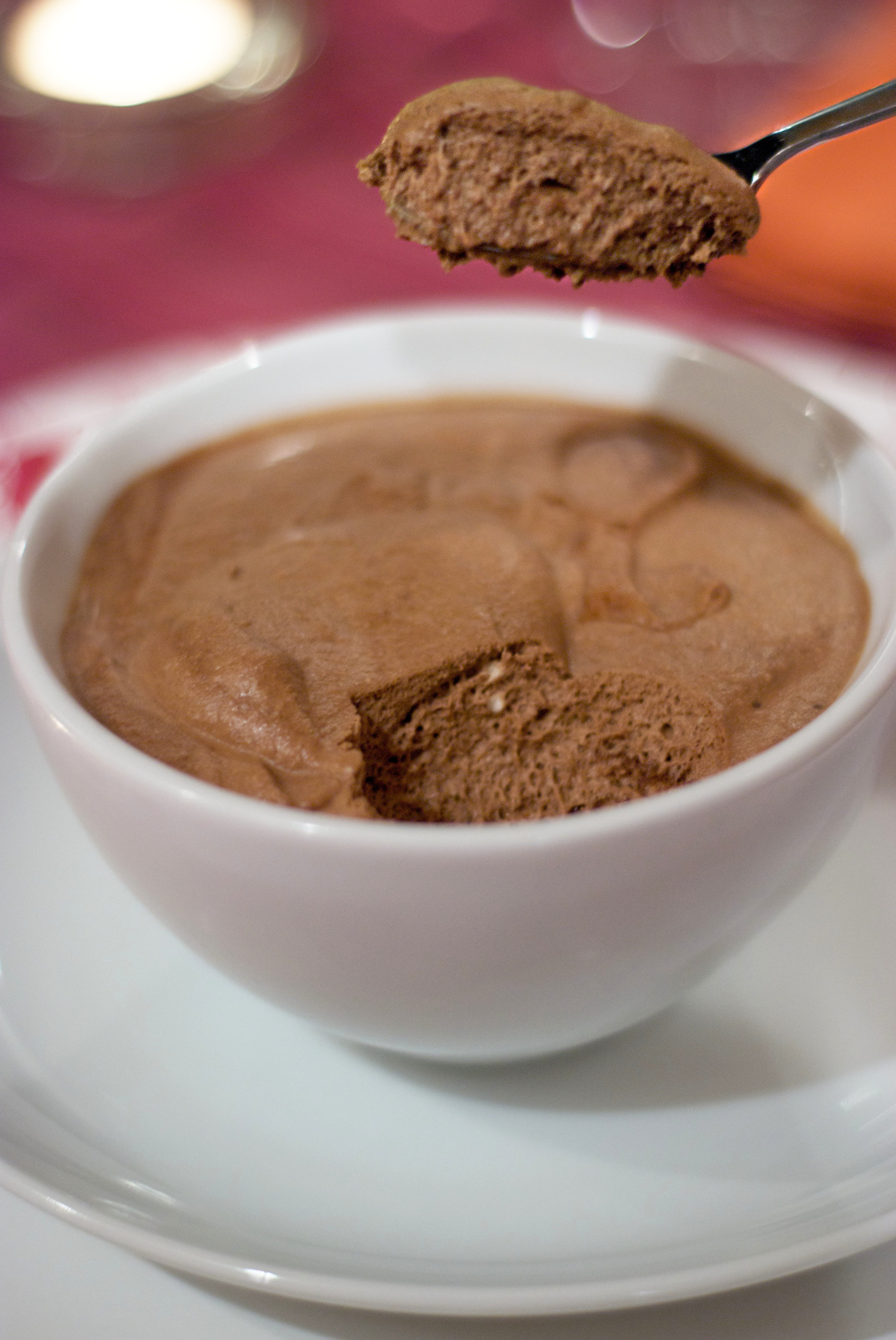